# Курамино (станция)
Кура́мино (баш. Ҡорама) — железнодорожная станция Златоустовского региона Южно-Уральской железной дороги на неэлектрифицированной однопутной ветке Миасс I — Учалы. Расположена на окраине деревни Курамы, поблизости от посёлка Комсомольска Учалинского района Республики Башкортостан. По станции осуществляется грузовое движение (пригородное движение отменено с 1 января 2013 года).
Станция введена в строй в 1959 году. В советское время она широко использовалась для отправки и приема грузов организациями севера Учалинского района Башкирской АССР и Уйского района Челябинской области. Осуществлялось междугородное пассажирское сообщение (поезд местного следования № 607/608 Учалы — Кумертау) с городами Республики Башкортостан и Горнозаводской зоны Челябинской области. Летом 2008 года поезд отменён. В настоящее время пассажирский вокзал станции закрыт, грузооборот минимален.